# Hemidactylus funaiolii
Hemidactylus funaiolii är en ödleart som beskrevs av  Lanza 1978. Hemidactylus funaiolii ingår i släktet Hemidactylus och familjen geckoödlor. Inga underarter finns listade i Catalogue of Life.